# Sines LNG Terminal

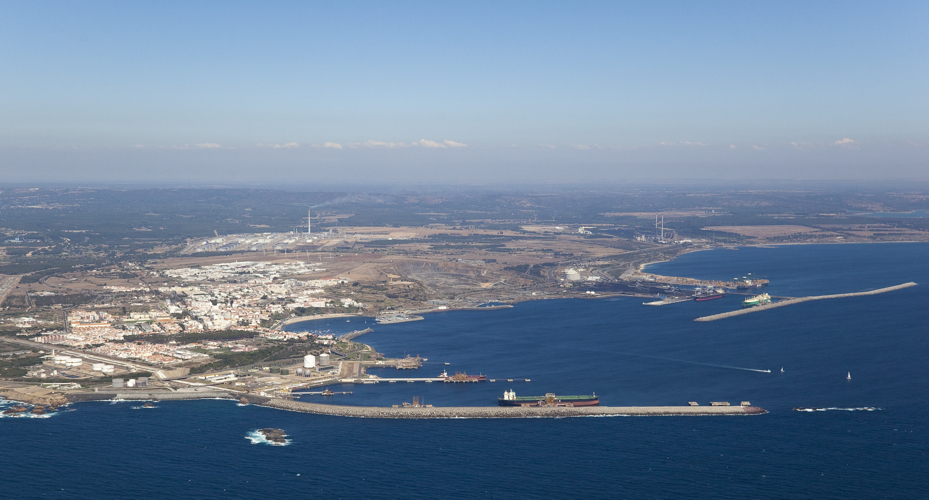
Sines hamn

Sines LNG Terminal är en portugisisk LNG-terminal för import av naturgas i Sines i distriktet Setúbal i regionen Alentejo. 
Terminalen, som togs i drift 2004 av Transgás, har en årskapacitet på 5,6 miljoner ton. Den drivs sedan 2006 av REN Atlântico Terminal de GNL SA, som är ett dotterbolag till Redes Energéticas Nacionais.
Terminalen byggdes ut 2008-2012. Den har tre lagringstankar med en sammanlagd kapacitet på 390.000 kubikmeter LNG.